# 안일중학교
안일중학교(安一中學校)는 대한민국 경기도 평택시 안중읍 현화리에 있는 공립 중학교이다.

## 학교 연혁
- 1955년 5월 3일 : 오성중학교, 안중상업고등학교 설립 인가
- 1955년 6월 3일 : 개교(초대 이범직 교장 취임)
- 1956년 6월 8일 : 안일중학교, 안일상업고등학교로 학칙 변경
- 1978년 3월 1일 : 안일여자중학교, 안일여자종합고등학교 분리
- 2006년 1월 20일 : 안일중학교로 학칙 변경 및 교사 이전 (현위치)
- 2024년 1월 5일 : 제67회 266명 졸업(누계 15,713명)
- 2024년 3월 1일 : 제28대 신중철 교장 취임

## 참고 자료
- 안일중학교 - 한국교육학술정보원 학교알리미